# トンメ駅
トンメ駅は、大韓民国釜山広域市沙下区にある釜山交通公社1号線の駅。駅番号は100。「江東病院」を副駅名としている。
駅名の「トンメ」は「東山/동매、東の山」を意味する。

## 駅構造
相対式ホーム2面2線を備えた地下駅。フルスクリーン型のホームドアが設置されている。改札内で双方のホームを行き来することはできない。出口は6箇所に設けられている。

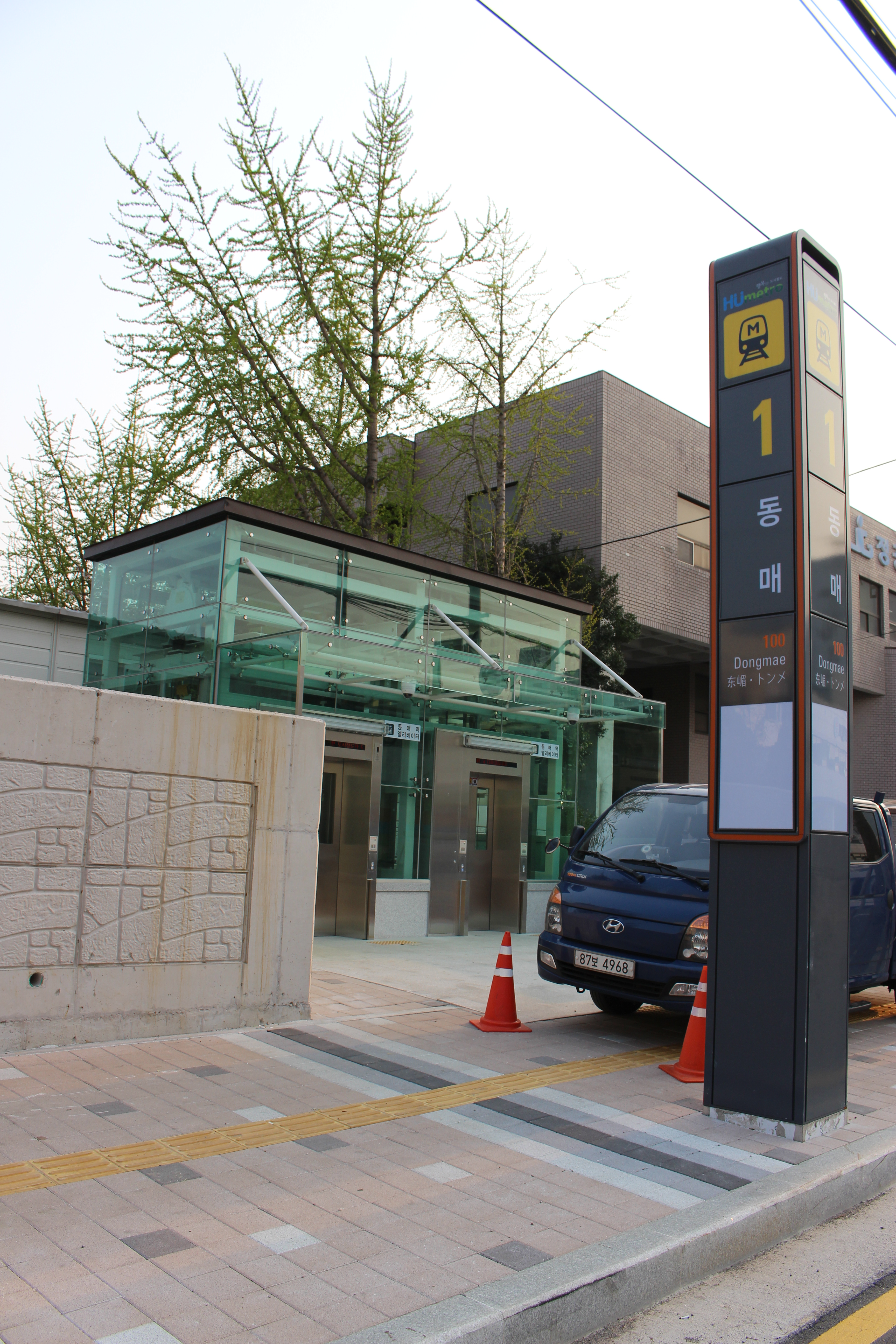
1番出入口（2017年4月）
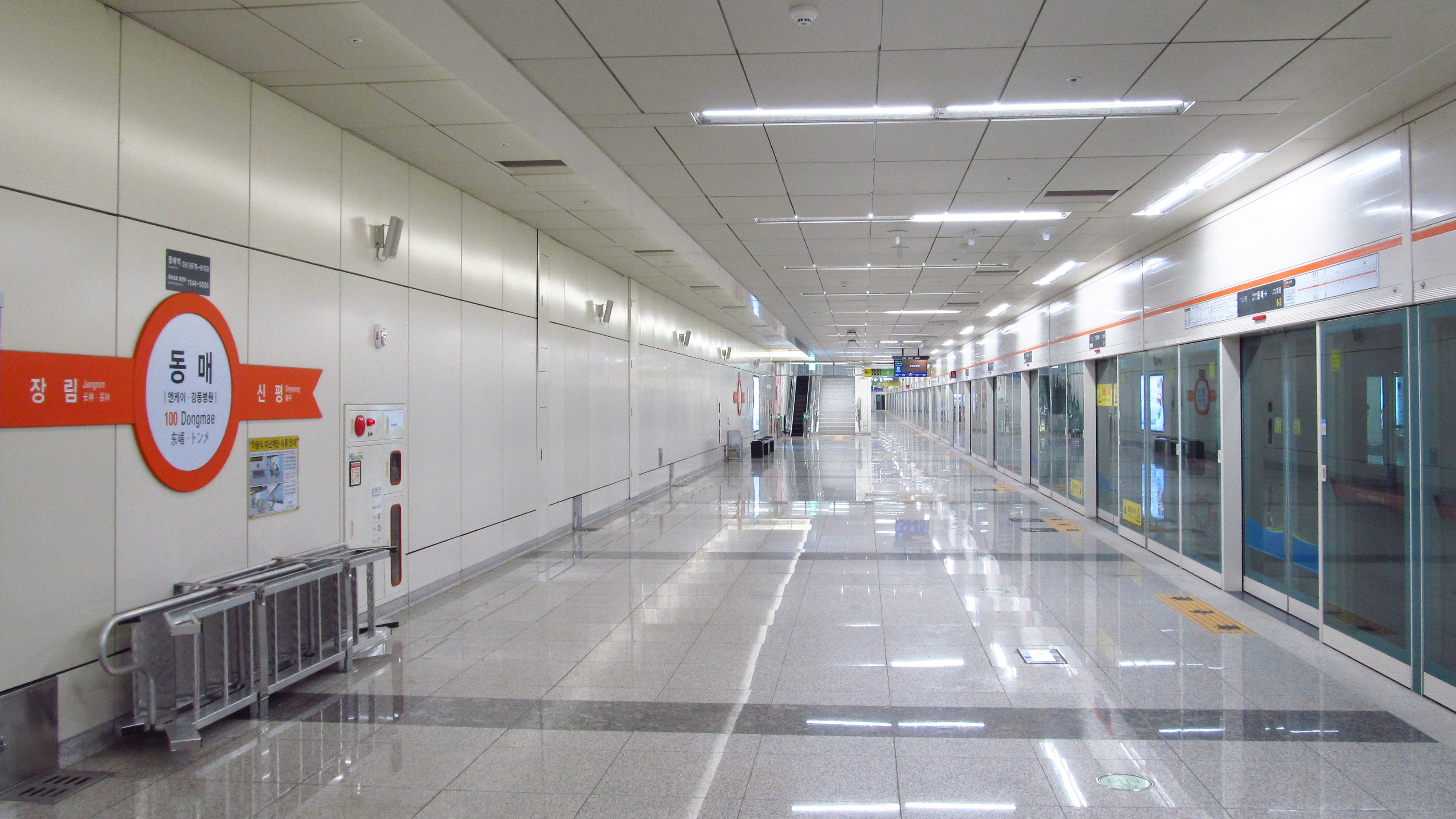
上りホーム（2018年4月）
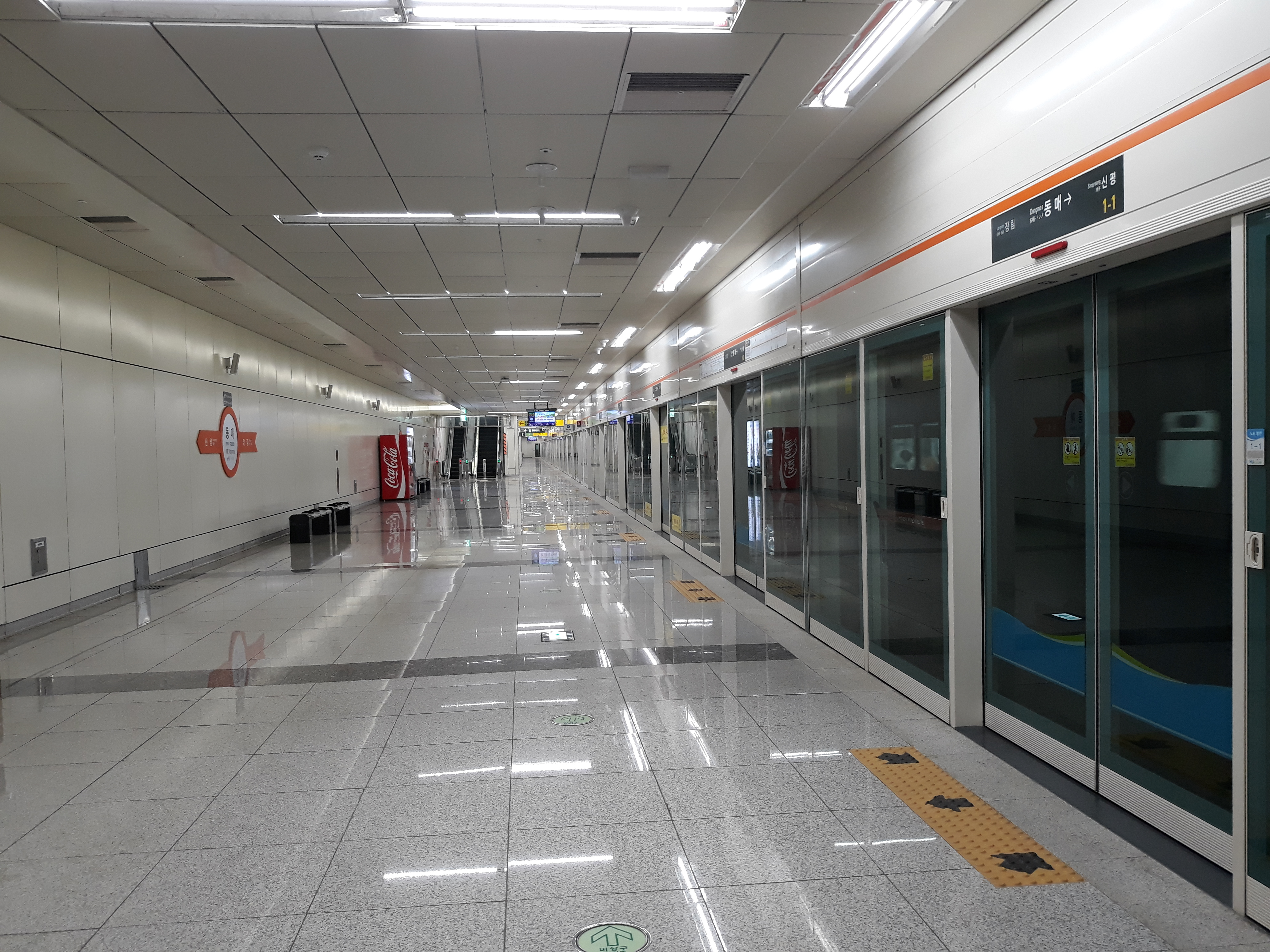
下りホーム（2018年5月）
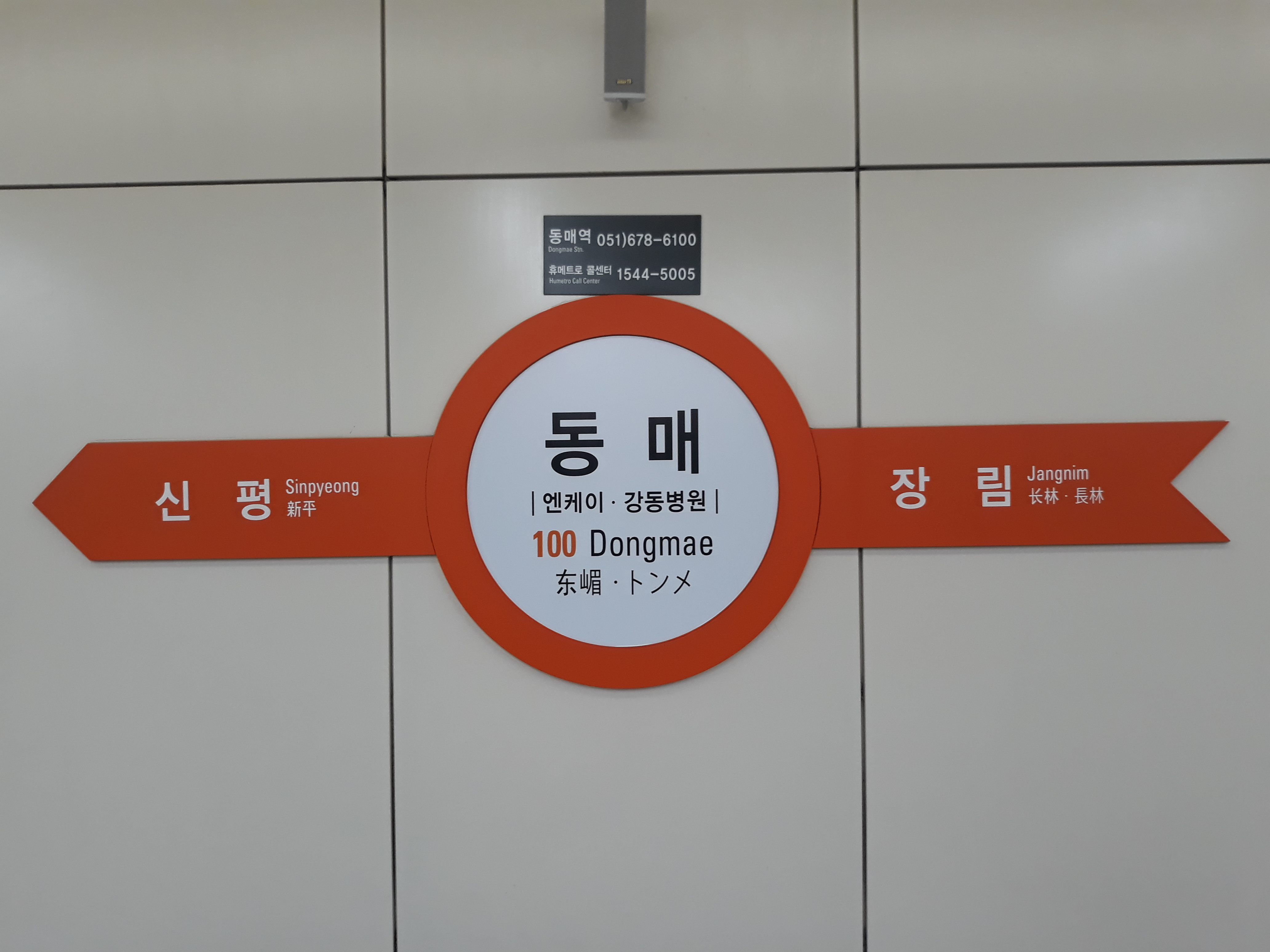
駅名標
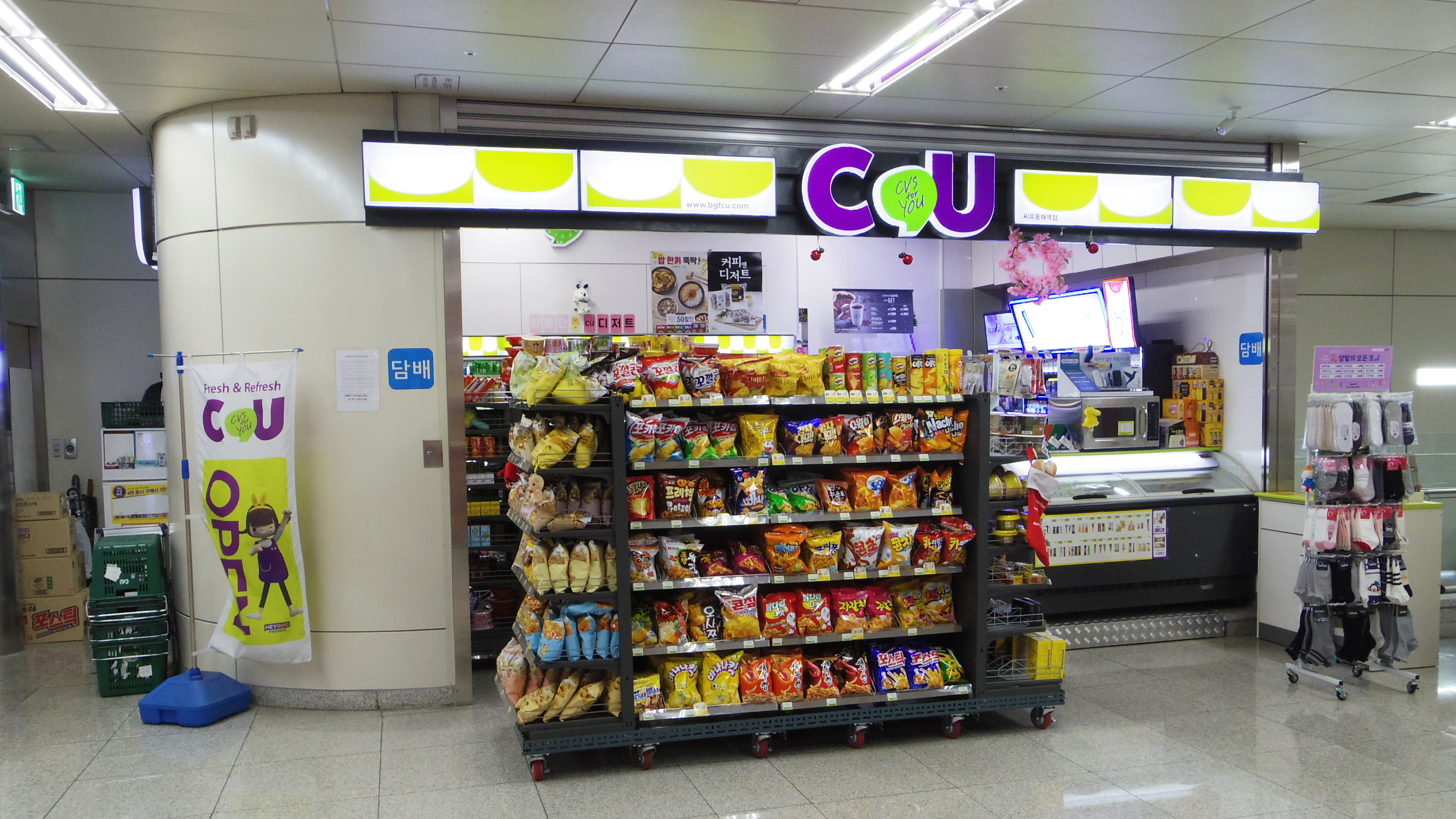
CU多大浦海水浴場駅店（2018年4月）

### のりば
| 上り | 1号線 | 多大浦海水浴場方面 |
| 下り | 1号線 | 老圃方面           |

## 歴史
- 2017年4月20日 - 1号線多大浦海水浴場 - 新平間延伸に伴い開業[1]。
  - 当時の副駅名は「NK・江東病院」であった。
- 2018年 - 副駅名を「江東病院」に変更。

## 駅周辺
- トンメ山 - 駅名の由来。観光客向けに日本語表記では「東梅山」とされる場合もある。
- 新平・長林産業団地
- 釜山沙下警察署新平1治安センター
- 沙下消防署
  - 新平119安全センター
- 新平1洞行政福祉センター
- 新平初等学校
- 新村初等学校
- 誠一女子高等学校
- 釜山新平洞郵便局
- 江東病院
- ウリィ銀行新平洞支店
- ハナ銀行新平支店
- 中小企業銀行新平洞支店
- NH農協銀行新平洞支店
- ロッテマート沙下店

## 隣の駅
釜山交通公社
 1号線
長林駅 (099) - トンメ駅 (100) - 新平駅 (101)